# Каминский, Василий Яковлевич
Василий Яковлевич Каминский (29 декабря 1899, Петроостров, Херсонская губерния — 1941, Майгуба, Карелия) — советский историк, архивист, профессор.

## Биография
В 1920 году окончил Новобугскую учительскую семинарию, затем в 1924-м — Киевский институт народного образования. Ученик А. Оглоблина.
В 1925—1928 — аспирант Научно-исследовательской кафедры истории Украины при Всеукраинской академии наук, возглавляемой М. Грушевским.
В 1926—1932 — доцент, затем профессор Ветеринарно-зоотехнического института, Киевского института народного образования. Одновременно в 1929—1932 — директор Киевского областного исторического архива.
С 1933 — на партийной работе, начальник политотдела Могилев-Подольской МТС, с 1936 — второй секретарь Староушицкого районного комитета ВКП(б) на Винниччине.
В 1937 арестован и приговорен к 5 годам исправительно-трудовых лагерей. Умер на станции Май-Губа (Карелия). Реабилитирован посмертно в 1958 году.

## Научная деятельность
Занимался исследованием истории крестьянской реформы 1861 г. Автор научной работы «К истории реформы 1861 года на Подолье» («Студії з історії України. Науково-дослідчої катедри історії України в Києві», т. 1. К., 1926)).